# ایمسکیپ
ایمسکیپ (انگلیسی: Eimskip) شرکت کشتیرانی ایسلندی است، که در سال ۱۹۱۴ تأسیس شد.